# Barquet
Barquet és un municipi francès situat al departament de l'Eure i a la regió de Normandia. L'any 2007 tenia 348 habitants.

## Demografia

### Població
El 2007 la població de fet de Barquet era de 348 persones. Hi havia 130 famílies, de les quals 32 eren unipersonals (16 homes vivint sols i 16 dones vivint soles), 45 parelles sense fills i 53 parelles amb fills.
La població ha evolucionat segons el següent gràfic:
Habitants censats

### Habitatges
El 2007 hi havia 177 habitatges, 133 eren l'habitatge principal de la família, 36 eren segones residències i 8 estaven desocupats. Tots els 175 habitatges eren cases. Dels 133 habitatges principals, 118 estaven ocupats pels seus propietaris, 12 estaven llogats i ocupats pels llogaters i 3 estaven cedits a títol gratuït; 2 tenien una cambra, 5 en tenien dues, 21 en tenien tres, 36 en tenien quatre i 68 en tenien cinc o més. 96 habitatges disposaven pel capbaix d'una plaça de pàrquing. A 63 habitatges hi havia un automòbil i a 61 n'hi havia dos o més.

### Piràmide de població
La piràmide de població per edats i sexe el 2009 era:
| Homes | Edats   | Dones |
| ----- | ------- | ----- |
| 0     | 95 o +  | 0     |
| 0     | 90 a 94 | 0     |
| 0     | 85 a 89 | 4     |
| 4     | 80 a 84 | 0     |
| 0     | 75 a 79 | 8     |
| 16    | 70 a 74 | 12    |
| 8     | 65 a 69 | 12    |
| 8     | 60 a 64 | 12    |
| 0     | 55 a 59 | 0     |
| 8     | 50 a 54 | 4     |
| 20    | 45 a 49 | 8     |
| 12    | 40 a 44 | 16    |
| 24    | 35 a 39 | 24    |
| 12    | 30 a 34 | 12    |
| 4     | 25 a 29 | 8     |
| 12    | 20 a 24 | 8     |
| 8     | 15 a 19 | 28    |
| 16    | 10 a 14 | 20    |
| 8     | 5 a 9   | 16    |
| 4     | 0 a 4   | 8     |

## Economia
El 2007 la població en edat de treballar era de 210 persones, 157 eren actives i 53 eren inactives. De les 157 persones actives 140 estaven ocupades (77 homes i 63 dones) i 17 estaven aturades (7 homes i 10 dones). De les 53 persones inactives 15 estaven jubilades, 16 estaven estudiant i 22 estaven classificades com a «altres inactius».

### Ingressos
El 2009 a Barquet hi havia 144 unitats fiscals que integraven 377 persones, la mediana anual d'ingressos fiscals per persona era de 18.299 €.

### Activitats econòmiques
Dels 16 establiments que hi havia el 2007, 2 eren d'empreses de fabricació d'altres productes industrials, 3 d'empreses de construcció, 3 d'empreses de comerç i reparació d'automòbils, 1 d'una empresa d'hostatgeria i restauració, 6 d'empreses de serveis i 1 d'una empresa classificada com a «altres activitats de serveis».
Dels 3 establiments de servei als particulars que hi havia el 2009, 2 eren paletes i 1 fusteria.
L'any 2000 a Barquet hi havia 16 explotacions agrícoles que ocupaven un total de 770 hectàrees.

## Equipaments sanitaris i escolars
El 2009 hi havia una escola elemental integrada dins d'un grup escolar amb les comunes properes formant una escola dispersa.

## Poblacions més properes
El següent diagrama mostra les poblacions més properes.